# روبرت والدمان
روبرت والدمان (بالإنجليزية: Robert Waldman)‏ هو ملحن أمريكي، ولد في 16 فبراير 1936 في بروكلين في الولايات المتحدة.

## وصلات خارجية
- روبرت والدمان على موقع IMDb (الإنجليزية)
- روبرت والدمان على موقع قاعدة بيانات برودواي على الإنترنت (الإنجليزية)
- روبرت والدمان على موقع قاعدة بيانات الفيلم (الإنجليزية)